# Wayne Wang
Pour les articles homonymes, voir Wang (patronyme).
Wayne Wang est un réalisateur, scénariste, monteur et producteur né à Hong Kong le 12 janvier 1949.

## Biographie
Wayne Wang se prénomme ainsi grâce à John Wayne qui était l'acteur préféré de son père. Diplômé du lycée jésuite de Wah Yan, il part à l'âge de 17 ans aux États-Unis dans l'intention d'y étudier la médecine. Mais il change d'avis, et finit par étudier au California College of the Arts and Crafts d'Oakland. Il réalise son film de fin d'études A Man, a Woman, and a Killer en 1975. Il est marié à l'actrice chinoise Cora Miao.

## Filmographie

### Réalisateur
- 1975 : A Man, a Woman, and a Killer + scénario
- 1982 : Chan a disparu (Chan is missing) + scénario + montage
- 1985 : Dim Sum: A Little Bit of Heart
- 1987 : Slam Dance
- 1988 : Dim Sum Take Out
- 1989 : Eat a Bowl of Tea
- 1989 : Life Is Cheap... But Toilet Paper Is Expensive
- 1993 : Le Club de la chance (The Joy Luck Club)
- 1995 : Smoke
- 1995 : Brooklyn Boogie (Blue in the Face) + scénario
- 1997 : Chinese Box + scénario
- 1999 : Ma mère, moi et ma mère (Anywhere But Here)
- 2001 : Le Centre du Monde (The Center of the World) + scénario
- 2002 : Coup de foudre à Manhattan (Maid in Manhattan)
- 2005 : Winn-Dixie mon meilleur ami (Because of Winn-Dixie)
- 2006 : Vacances sur ordonnance (Last Holiday)
- 2007 : Un millier d'années de bonnes prières (A Thousand Years of Good Prayers)
- 2007 : La Princesse du Nebraska (The Princess of Nebraska)
- 2008 : Good Cook, Likes Music
- 2011 : Snow Flower and the Secret Fan
- 2016 : While the Women Are Sleeping
- 2019 : Coming Home Again

### Producteur
- 1982 : Chan a disparu (Chan is missing)
- 1985 : Dim Sum: A Little Bit of Heart
- 1997 : Chinese Box
- 1998 : Lanai-Loa
- 2001 : Le Centre du Monde (The Center of the World)
- 2007 : Un millier d'années de bonnes prières (A Thousand Years of Good Prayers)